# Steffen Hagen
Steffen Hagen, född 8 mars 1986, är en norsk fotbollsspelare (försvarare) som spelar för Odd i Tippeligaen. Han har tidigare spelat för Vigør och Mandalskameratene.